# Omphax rigua
Omphax rigua är en fjärilsart som beskrevs av Louis Beethoven Prout 1930. Omphax rigua ingår i släktet Omphax och familjen mätare. Inga underarter finns listade i Catalogue of Life.